# Solothurn S2-200
Ne pouvant développer d'armes à cause du Traité de Versailles, l'Allemagne passa commande à des filiales étrangères pour contourner celui-ci. La firme suisse Solothurn (filiale de la société allemande Rheinmetall) fut chargée de développer une nouvelle mitrailleuse. La S2-200 fut donc créée dans ce contexte. Les Allemands la baptisèrent MG 30 puis s'en inspirèrent pour créer leur MG 34. Elle était alimentée par un chargeur courbé horizontal de 30 cartouches.